# Marest
Marest település Franciaországban, Pas-de-Calais megyében. Lakosainak száma 280 fő (2022. január 1.). Marest Pernes, Bours, Camblain-Châtelain és Pressy községekkel határos.

## Népesség
A település népességének változása:
| Lakosok száma | 288  | 290  | 295  | 285  | 283  | 284  | 282  | 280  | 280  |
|               | 2013 | 2015 | 2016 | 2017 | 2018 | 2019 | 2020 | 2021 | 2022 |